# باري سومبتر
باري سومبتر (بالإنجليزية: Barry Sumpter)‏ مواليد 11 نوفمبر 1965 في بروكلين، هو لاعب كرة سلة أمريكي سابق. بدأ مسيرته الاحترافية في سنة 1988. تم اختياره من قبل فريق سان أنطونيو سبرز خلال الدرافت. حمل الرقم 51. يبلغ طوله 6 قدم 11 بوصة (2.1 م). اعتزل اللعب في 1999.

## روابط خارجية
- باري سومبتر على موقع إن بي أي (الإنجليزية)
- باري سومبتر على موقع سبورتس رفرنس (الإنجليزية)
- باري سومبتر على موقع كرة السلة الأوروبية.كوم (الإنجليزية)
- باري سومبتر على موقع كلية كرة السلة في سبورتس رفرنس.كوم (الإنجليزية)
- باري سومبتر على موقع ريلجم (الإنجليزية)
- باري سومبتر على موقع بروبوليرز (الإنجليزية)